# Cicau
Cicau is een bestuurslaag in het regentschap Bekasi van de provincie West-Java, Indonesië. Cicau telt 5200 inwoners (volkstelling 2010).